# Acacia visco
Acacia visco es un árbol perenne, nativo de Sudamérica. Fue introducido en África.
Nombres comunes: arca, visco, viscote, viscote blanco, viscote negro.

## Descripción
Llega a medir 6-12 m de altura y tiene flores amarillas, fragantes en la primavera.
En Bolivia se encuentra a altitudes de 1500-3000 m s. n. m.
En Argentina es autóctono en las provincias de Salta, Jujuy, Tucumán, Catamarca, La Rioja, San Juan, Santiago del Estero, Córdoba, San Luis y La Pampa. Se ha plantado en las calles de la ciudad de Buenos Aires, donde frecuentemente presenta ramas deformadas por el hongo Ravenellia papilosa.

## Taxonomía
Acacia visco fue descrita por August Heinrich Rudolf Grisebach y publicado en Symbolae ad Floram Argentinam 122. 1879.
Etimología
Acacia: nombre genérico derivado del griego ακακία (akakia), que fue otorgado por el botánico Griego Pedanius Dioscorides (A.C. 90-40) para el árbol medicinal A. nilotica en su libro De Materia Medica. El nombre deriva de la palabra griega, ακις (akis, espinas).
visco: epíteto latino que significa "pegajoso".
Sinonimia:
- Acacia visite Griseb.[9]